# Brudvisning

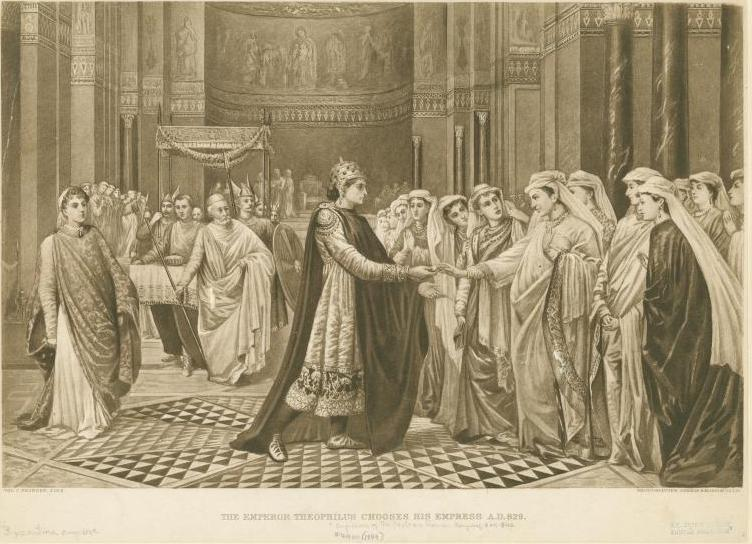
Senare avbildning av den berömda brudvisning från 830, där kejsar Theofilos valde Theodora framför Kassia.

För den svenska sedvänjan, se Brudskådning.
Brudvisning var en sedvänja enligt vilken kejsarna i det bysantinska riket valde ut en brud från en visning av utvalda äktenskapskandidater.  Denna sed infördes sedan från bysantinska riket till Ryssland, där den förekom fram till att Peter den stores reformer avskaffade teremen.  
En liknande sedvänja förekom även på andra håll där härskarna inte ingick äktenskap med utländska prinsessor, och där könssegregering gjorde det svårt att annars lära känna tänkbara äktenskapspartners, så som i kejsardömet Kina.